# Sanzione civile
Il sintagma sanzione civile fa riferimento alle conseguenze civilistiche previste dalla legge per la commissione di un fatto illecito, in contrapposizione alla sanzione penale o amministrative. In tale prospettiva, la nozione di sanzione civile non è normativa ma dottrinale ed è un termine ombrello riferibile ad ogni reazione prevista dall'ordinamento a tutela di un interesse privato. 
In senso stretto, le sanzioni civili sono espressamente previste dalla legge in due categorie di casi. Vi sono le sanzioni civili previste dal Titolo VII del Libro I del Codice Penale, che ricadono nell'ambito responsabilità civile per l'illecito penale, e le sanzioni pecuniarie civili, introdotte dal D.Lgs. 15 gennaio 2016, n. 7, in relazione agli illeciti civili depenalizzati. 

## Tipi di sanzioni civili
La sanzione civile consegue alla violazione di una norma posta a tutela di un interesse privato. Questo tipo di sanzione, pertanto, ha natura risarcitoria, in quanto finalizzata a reintegrare il danno subito dal soggetto portatore dell'interesse privato. 
Negli ordinamenti di common law la sanzione civile può anche assumere carattere punitivo, tipico della sanzione penale, nel caso dei danni punitivi. Una sanzione civile di tipo punitivo era anche l'arresto per debiti, ossia la privazione della libertà inflitta al debitore non in grado di pagare il suo debito, presente negli ordinamenti del passato e ormai ovunque scomparso (in Italia era ancora previsto dal Codice civile del 1865 e fu soppresso dalla legge 6 dicembre 1877, n. 4166).
Secondo la prevalente dottrina non si possono annoverare tra le sanzioni civili in senso proprio, anche se talvolta si usa questo termine per riferirsi a esse, la nullità, l'annullabilità e, in generale, l'invalidità o inefficacia del negozio giuridico.

### La sanzione civile come obbligazione
La sanzione civile si sostanzia nel risarcimento del danno, che può essere in forma specifica, quando il responsabile deve riprodurre la situazione di fatto corrispondente a quella che sarebbe sussistita se non fosse intervenuto il fatto illecito, o per equivalente, quando il responsabile deve pagare al danneggiato una somma di denaro corrispondente alla perdita subita (danno emergente) e al mancato guadagno (lucro cessante). Inoltre, la sanzione può comprendere la restituzione di quanto sottratto illecitamente alla vittima e il rimborso delle spese da questa sostenute.
Per tale ragione, le sanzioni civili previste dal Codice Penale sono, più correttamente, obbligazioni civili che discendono dalla commissione di un reato in danno di un soggetto. Di conseguenza, tali sanzioni (risarcimento, restituzione, rimborsi, ecc.) si adempiono nei confronti del danneggiato da reato, che può essere una persona fisica o un ente.

## Le sanzioni pecuniarie civili
Il D.Lgs. 7/2016 ha introdotto un nuovo tipo di sanzione per alcuni reati riqualificati dal legislatore come illeciti civili. 
A differenza delle altre sanzioni civili, le sanzioni pecuniarie civili non si adempiono nei confronti del soggetto danneggiato, ma nei confronti dell'Erario. Esse, dunque, mutuano dalla precedente natura penale dell'illecito quel carattere punitivo che normalmente è precluso alle altre sanzioni civili, le quali assolvono piuttosto ad una funzione risarcitoria o di riequilibrio economico.